# Universidad Jean Moulin-Lyon III
La Universidad Jean Moulin-Lyon-III, también conocida como «Lyon III» o «Lyon 3», es una universidad pública francesa ubicada en la ciudad de Lyon, con un campus en la localidad vecina de Bourg-en-Bresse. Es una de las cuatro universidades de la academia de Lyon, nacida como una escisión de la Universidad Lumière-Lyon II en 1973. Es miembro fundador de la Universidad de Lyon.

## Historia
La Universidad Lyon III fue creada oficialmente en 1973. Henri Roland fue su primer rector o presidente, de acuerdo con la ley Faure de 1968, aunque la universidad siguió un modelo orgánico inspirado en la etapa anterior. Algunos de los profesores protagonistas de la escisión ocuparon puestos relevantes en la nueva universidad: André Decocq, Jean Haudry, Jacques Goudet, Gérard David, François Dagognet o André Varinard. Con motivo de la ley Savary, promulgada en 1983 por el ejecutivo socialista, los estudiantes de Lyon III iniciaron una huelga, parcialmente apoyada por la dirección. De resultas, el presidente decidió la clausura administrativa de la universidad durante unas semanas. Su profesorado se triplicó en el transcurso de las dos décadas siguientes, con una ratio profesor/alumno que ha permanecido desde entonces. Según el informe Rousso (2004), la universidad contaba con « 22 equipos de investigación, de importancia y reputación muy desigual ».
En agosto de 2007, el consejo de administración de la universidad eligió un nuevo presidente, Hugues Fulchiron. En 2012, el nuevo presidente será el profesor Jacques Comby, que preside una etapa de normalización y apaciguamiento. En noviembre de 2016, el consejo de administración de la universidad rechaza el proyecto de fusión entre las tres universidades lyonesas, más la universidad de Saint-Étienne.

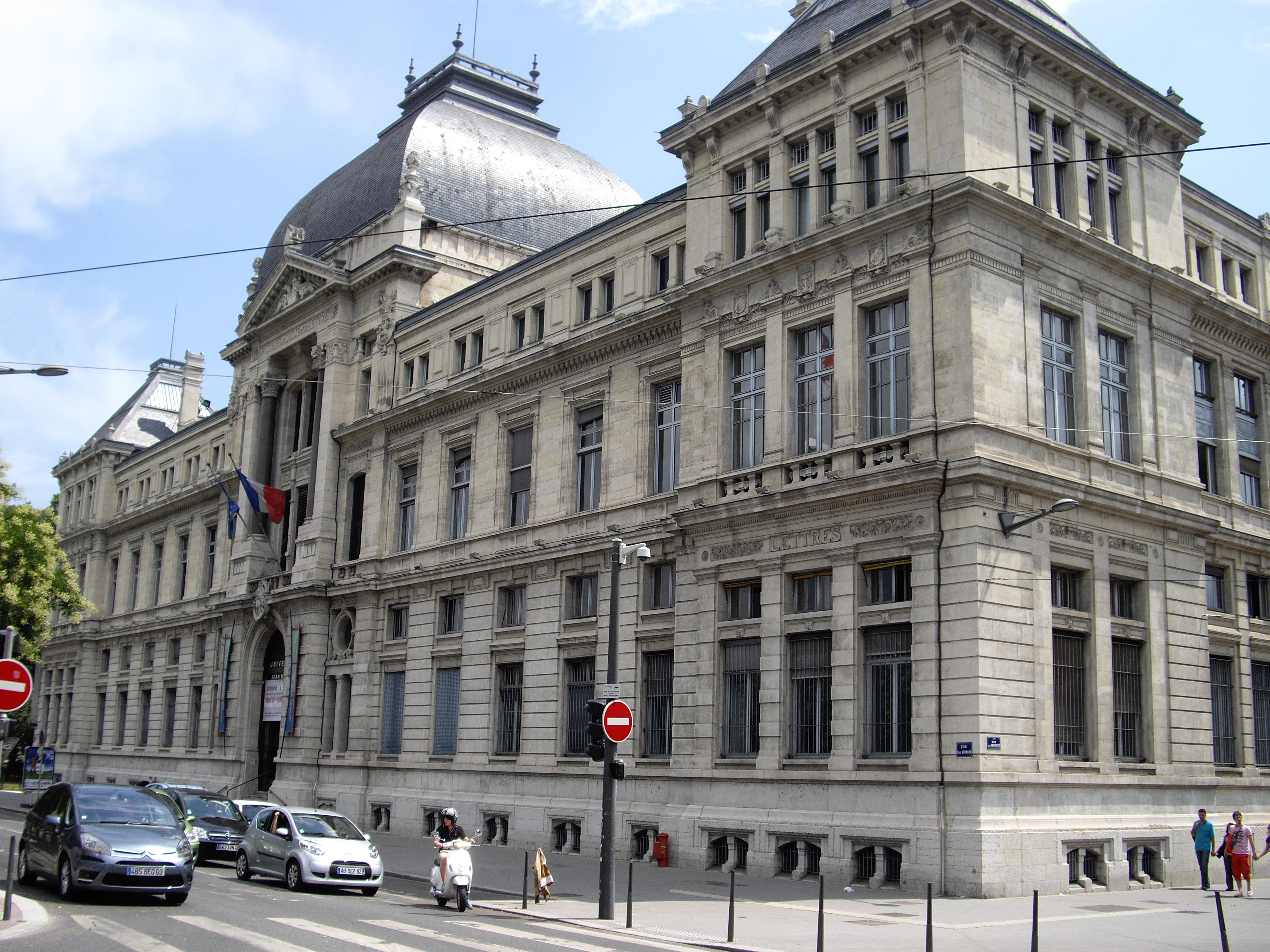
Facultad de derecho - andén de Ródano

### Rectores Presidentes
- 1973-1979 : Henri Roland
- 1979-1987 : Jacques Goudet
- 1987-1994 : Pierre Vialle
- 1994-1997 : Henri Roland
- 1997-2002 : Gilles Guyot
- 2002-2007 : Guy Lavorel
- 2007-2012 : Hugues Fulchiron
- desde 2012 : Jacques Comby

## Facultades
La universidad está compuesta por cuatro facultades y dos institutos.
- La facultad de derecho propone formaciones jurídicas y en ciencias políticas. Enfocada, desde 2017, por el decano Hervé de Gaudemar, es la más gran componente de la universidad con aproximadamente 10 500 estudiantes (en 2016). La facultad de derecho comprende siete institutos especializados (Lista de los institutos de la facultad de derecho de la universidad Lyon 3).[9]
- La facultad de filosofía de Lyon III está dirigida desde 2016 por Bruno Pinchard, y cuenta aproximadamente 700 estudiantes.[10] En 2006, la universidad Lyon 3 ha pasado una convención con la universidad Ain Shams del Caire para crear un departamento en Egipto ; actualmente, este departamento contiene 150 a 200 estudiantes.
- La facultad de cartas y de las civilizaciones propone a los estudiantes de los estudios de cartas modernas o clásicas, así como en historia, geografía y disposición y la IUP información y comunicación. Está dirigida por Marie Ledentu y cuenta aproximadamente 2 000 estudiantes.[11]
- La facultad de lenguas comprende estudios en lenguas cartas, civilizaciones extranjeras y regionales (decís LLCER) y en lenguas extranjeras aplicadas, con aprendizaje de las literaturas extranjeras, de la civilización, de la historia de la lengua, de su sistema, en lenguas extranjeras : alemán, inglés, árabe, chino, coreano, español, griego moderno, hébreu, Hindi, italiano, japonés, polaco, portugués, ruso, turco, sanskrit. Está dirigida por Piedra Girard y cuenta aproximadamente 3 500 estudiantes.

### Institutos

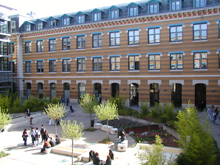
IAE Instituto de administración empresarial Lyon III

- IAE Instituto de administración empresarial Lyon IIIEl instituto de administración empresarial Lyon III es un polo universitario de enseñanza y de investigación a la gestión y a la dirección y gestión de empresas. Acoge cada año 6 000 estudiantes y concursantes de formación continua y cuenta cerca 150 enseñantes permanentes. El IAE de Lyon propone a los estudiantes un cursus professionnalisant de selectividad +3 a selectividad +8 (licencia, máster y doctorat). Está dirigido por Christian Varinard desde el mes de septiembre 2018 (précédemment Jérome Margen).
- El instituto internacional para la francofonía (2IF), antiguamente IFRAMOND, es a la vez centro de formación, de investigación y laboratorio de idea (think tanque) en relaciones internacionales y para la francofonía institucional. Está dirigido por Olivier Garro.
- El instituto universitario de tecnología Lyon III está dirigido por Sylvain Cornic y cuenta aproximadamente 1 000 estudiantes.

## Formación e investigación

### Enseñanza
La oferta de formación de la Universidad Lyon III está compuesto de :
- 3 diplomas universitarios de tecnología (DEBIÓ) ;
- 9 menciones de licencia ;
- 10 menciones de licencia profesional ;
- 24 menciones de máster ;
- 37 doctorats ;
- 70 diplomas de universidad y certificados ;
- de las preparaciones de diplomas en filière contable, filière enseñanza, carreras jurídicas, carreras judiciales ;
- 1 diploma de acceso a los estudios universitarios (DAEU - HA).

### Relaciones internacionales
La universidad mantiene relaciones con varias universidades extranjeras, es especial en el máster de Lenguas extranjeras aplicadas, donde los estudiantes tienen la posibilidad, después de haber obtenido una licencia LEA especialidad inglés con una segunda lengua, de preparar un máster de doble titulación, con dos semestres en la Universidad de Monash, en Australia. Asimismo los estudiantes que han seguido la especialidad inglés-italiano pueden pasar el doble diploma por la Universidad de Turín en Italia.
La universidad es también socia del laboratorio internacional asociado SALADYN, creado en 2013. La facultad de derecho dispone dobles licencias y dobles dominios en derecho francés-derecho inglés en cooperación con la Universidad de Essex.

### Actividades de investigación
Centros de investigación de la Universidad:
- Centro de Derecho Internacional;
- Centro de Estudios de Seguridad Internacional y de Defensa (CLESID);[14]
- Centro de investigación Magallanes de la IAE de Lyon : investigue centrada sobre la gestión y la dirección y gestión de empresas de las organizaciones ;[15]
- Instituto de investigaciones filosóficas de Lyon (IrPhiL) ;[16]
- Instituto de estudios transtextuales y transculturales (IETT)[17]
- Unidad mixta de investigaciones del CNRS (UMR 5600).[18]

## Localización
La universidad Lyon III consta de tres campus :
- el campus de los Andenes, ubicado al palacio de la Universidad en el 7.º distrito de Lyon.
- el campus de la Manufacture, el más popular en términos de efectivo estudiante, ubicado en el barrio de Monplaisir en el 8.º distrito.
- el campus de la Caridad, ubicado en la localidad de Bourg-en-Bresse.

En los próximos años está previsto la apertura de dos nuevos campus.

## Personalidades relacionadas
- Marie-Anne Cohendet.
- Jacques Marlaud.
- Jacques Bichot.
- Christian Philip.
- Patrick Louis : diputado europeo.
- Raphaël Enthoven : filósofo y periodista.[19]
- Bruno Gollnisch : diputado europeo.
- Marcel Leroux, climatótogo.
- Michel Mercier : ministro de justicia del gobierno Fillon.
- Bernard Lugan : historiador.

### Doctoreshonoris causa
- Koichirō Matsuura : exdirector general de la Unesco.
- Shirin Ebadi : Premio Nobel de la Paz en 2003.
- Abdou Diouf : expresidente de Senegal.
- Blaise Compaoré : expresidente de Burkina Faso.
- Michał Seweryńesquí : exministro polaco.
- Gérald Tremblay : alcalde de Montreal.
- Jean-Marie Toulouse : HEC Montreal.
- Janet Currie : directora del Center for Health and Wellbeing de la Universidad de Princeton.
- Pierre Gannagé : miembro correspondiente de la Académie des sciences morales et politiques.
- Michèle Stanton-Jean : presidenta del Comité conjunto sobre la conducta responsable en investigación de los Fondos de investigación de Quebec.
- Jean-Marie Cauchies : profesor de la Universidad Católica de Lovaina (UCL).
- Andrea Riccardi : profesor de la Universidad de Roma III.
- Wynton Marsalis : compositor y director artístico del Lincoln Center de Estados Unidos.

### Antiguos estudiantes y personalidades
- Reina Alapini-Gansou :  jueza al Corte penal internacional.
- Frigide Barjot : humorista y cronista social francesa, líder de la oposición al matrimonio homosexual y a la homoparentalidad en Francia.
- Thierry Chillón : secretario de Estado a cargo de los Deportes.
- Georges Chapouthier : neurobiólogo y filósofo francés.
- Mohamed Chawki : consejeto de Estado en Egipto, exconsejero del ministro egipcio de producción militar.
- Marie-Anne Cohendet : constitucionalista, directora de la Escuela de derecho de Sorbona.
- Yves Nicolin : abogado y político francés (UMP)
- Dominique Dord : político, miembro del UMP, alcalde de Aix-les-Bains, diputado de la 1.ª  de Saboya.
- Coralie Dubost : mujer política francesa.
- Antoine Ghanem : político libanés
- François Falletti : magistrado francés, fiscal general ante el tribunal de apelación de París.
- Georges Fenech : magistrado y político, miembro del UMP después de los Republicanos.
- Michel Havard : hombre político, miembro del UMP, exdiputado de la 1.ª  de Ródano.
- Kadra Ahmed Hassan : Representante permanente de Yibuti ante las Naciones Unidas en Ginebra.[20]
- Isabelle Huault : presidenta de la universidad París-Dauphine desde 2016.
- Seyed Mohammad Hosseini : político y diplomático iraquí.
- Yves Nicolin : abogado y político francés.
- Anne Hidalgo : política, miembro del PS, alcaldesa de París.
- Kwai Lun-Mei : actriz taiwanesa.
- Patrick Louis : político, diputado europeo.
- Michel Mercier : político, exministro de justicia bajo François Fillon, senador.
- Dominique Perben : político, ministro en numerosas oportunidades, sobre todo de la Justicia bajo Jacques Chirac.
- Nathalie Perrin-Gilbert : política, exsecretaria nacional del PS, alcaldesa del 1.º  de Lyon.
- François Perroux : economista francés, Profesor al Colegio de Francia, fundador del Instituto de ciencia económica aplicada.
- Walid Faros : asesor político de Donald J. Trump, profesor de estudios medio-orientales y analista sobre las cuestiones de terrorismo para MSNBC.
- Julien Rochedy : político (Frente nacional)
- Delly Sesanga : político congoleño.
- Karima Souid : política tunecina, miembro de la Vía democrática y social.
- Sylvie Tellier : Miss Francia 2002, directora general de la sociedad Miss Francia y de la organización de Miss Europa
- Isaac Zida : ex primer ministro y jefe estatal de transición de Burkina Faso.

## Anexos
- Henry Rousso (2004). Le dossier Lyon III. Paris: Fayard. Rousso..
  - Également diffusé par le ministère de l'éducation nationale et la Documentation française en ligne : cf. «Rapport de la Commission sur le racisme et le négationnisme à l'université Jean-Moulin Lyon III au ministre de l'Éducation nationale» (pdf). ladocumentationfrancaise.fr. Archivado desde el original el 21 de diciembre de 2013. «Rapport de la Commission sur le racisme et le négationnisme à l'université Jean-Moulin Lyon III au ministre de l'Éducation nationale» (pdf). ladocumentationfrancaise.fr. Archivado desde el original el 21 de diciembre de 2013. «Rapport de la Commission sur le racisme et le négationnisme à l'université Jean-Moulin Lyon III au ministre de l'Éducation nationale» (pdf). ladocumentationfrancaise.fr. Archivado desde el original el 21 de diciembre de 2013. [PDF], sobre ladocumentationfrancaise.fr.
- Comité national d'évaluation (décembre 1996). L'université Jean Moulin Lyon III (pdf). Paris. p. 87..